# World RX de Noruega
El World RX de Noruega es un evento de Rallycross en Noruega válido para el Campeonato Mundial de Rallycross. La carrera se celebró por primera vez en la temporada 2014, en el Lånkebanen en la localidad de Hell, Nord-Trøndelag, Noruega.

## Ganadores

### Ganadores (pilotos)
| # | Piloto               | Victorias | Años       |
| - | -------------------- | --------- | ---------- |
| 1 | Johan Kristoffersson | 2         | 2017, 2018 |
| 2 | Reinis Nitišs        | 1         | 2014       |
| 2 | Timmy Hansen         | 1         | 2015       |
| 2 | Andreas Bakkerud     | 1         | 2016       |
| 2 | Niclas Grönholm      | 1         | 2019       |

### Ganadores (constructores)
| # | Constructor | Victorias | Años       |
| - | ----------- | --------- | ---------- |
| 1 | Ford        | 2         | 2014, 2016 |
| 1 | Volkswagen  | 2         | 2017, 2018 |
| 2 | Peugeot     | 1         | 2015       |
| 2 | Hyundai     | 1         | 2019       |

### Por año
| 2014 | Reinis Nitišs        | Liam Doran           | Liam Doran           | Petter Solberg       | Petter Solberg       | Reinis Nitišs        | Reinis Nitišs        |
| 2015 | Petter Solberg       | Timmy Hansen         | Timmy Hansen         | Petter Solberg       | Timmy Hansen         | Per-Gunnar Andersson | Timmy Hansen         |
| Año  | Ganador Qualifying 1 | Ganador Qualifying 2 | Ganador Qualifying 3 | Ganador Qualifying 4 | Ganador Semifinal 1  | Ganador Semifinal 2  | Ganador Final        |
| 2016 | Andreas Bakkerud     | Andreas Bakkerud     | Andreas Bakkerud     | Andreas Bakkerud     | Andreas Bakkerud     | Timur Timerzyanov    | Andreas Bakkerud     |
| 2017 | Mattias Ekström      | Andreas Bakkerud     | Johan Kristoffersson | Petter Solberg       | Andreas Bakkerud     | Johan Kristoffersson | Johan Kristoffersson |
| 2018 | Johan Kristoffersson | Johan Kristoffersson | Johan Kristoffersson | Johan Kristoffersson | Johan Kristoffersson | Timmy Hansen         | Johan Kristoffersson |
| 2019 | Niclas Grönholm      | Niclas Grönholm      | Timmy Hansen         | Niclas Grönholm      | Niclas Grönholm      | Lian Doran           | Niclas Grönholm      |